# Lecturas
Lecturas és una revista setmanal especialitzada en la informació sobre la crònica social i la premsa rosa.
Al 1917 la Sociedad General de Publicaciones va llançar Lecturas, una nova revista mensual literària que es venia als quioscos i llibreries al preu de 1,30 pessetes. Cada número constava de 120 pàgines i contenia 3 novel·les, 7 contes, 1 comèdia i 5 articles. Després d'uns pocs números, la revista va deixar de publicar-se fins al juny del 1921, quan la mateixa editorial (actualment, Hymsa) la va rellançar com a "magazine per a la llar" i suplement literari d'El hogar y la moda. La revista tenia aleshores 100 pàgines i publicava novel·les curtes, contes i obres teatrals d'autors de la talla de Jacinto Benavente, Clarín, Oscar Wilde, Azorín o Víctor Català. Les il·lustracions d'artistes d'avantguarda, com Opisso, Rafael Barradas, Junceda, Vicenç Pañellai Longoria, van ser el segell d'identitat de les pàgines i les portades de Lecturas.
Als anys trenta el preu de la revista va pujar a 1,50 pessetes. Des d'aleshores, la publicació només es va veure interrompuda entre els anys 1937 i 1941 amb motiu de la Guerra Civil Espanyola i la immediata postguerra.
A partir del 1950 les biografies de personatges famosos i els articles de societat van començar a guanyar pes i es va publicar la primera portada fotogràfica, protagonitzada per Marilyn Monroe. La revista també incloïa articles de divulgació científica, cròniques d'art, poesia, consells culinaris i moda. Tenia 56 pàgines i costava 7 pessetes.
Des del 1956, sota la direcció de Julio Bou Gibert, la publicació passà de mensual a quinzenal. El 1962 canviava ja de manera definitiva a revista setmanal, amb pàgines interiors en color, i començava a centrar-se en personatges de la reialesa, el cinema i la televisió. La revista va ser adquirida el 2007 pel grup editorial RBA, juntament amb la resta de publicacions d'Edipresse Hymsa.
Lecturas és la revista degana de la premsa rosa a Espanya.